# 小行星5402
小行星5402（英語：5402 Kejosmith）是一颗围绕太阳公转的小行星。1989年10月27日，埃莉諾·赫琳在帕洛马山发现了此天体。
这颗小行星的绝对星等为133.29375等。